# Луис (град)
Вижте пояснителната страница за други значения на Луис.
Лу̀ис (на английски: Lewes, произнася се [ˈluːɨs]) е столица на графство Източен Съсекс, община и седалище на местен правителствен окръг Луис. Градът има дълга история като стратегическа точка и пазарен град, а днес се прехранва основно от туризъм. Към 2001 г. има 15 988 жители.
Известна забележителност на града е замъкът Луис. През 1264 г. тук се състои Битката при Луис между войските на Хенри III и Симон дьо Монфор.

## Побратимени градове
- Германия -  Валдсхут-Тинген
- Франция -   Блоа